# Carretera de Nebraska 16
La Carretera de Nebraska 16 (en inglés: Nebraska Highway 16) y abreviada NE 16, con una longitud de 28,15 millas (45,3 km), es una carretera estatal de sentido sur-norte ubicada en el estado estadounidense de Nebraska. La Carretera de Nebraska 16 se inicia en su término meridional al sureste de Bancroft en una intersección con Carretera de Nebraska 51. Su extremo norte se inicia en Carretera de Nebraska 35 al sur de Wakefield.

## Cruces
Los principales cruces de la Carretera de Nebraska 16 son las siguientes:
| Condado  | Ubicación            | Millas | Cruces                   | Notas                 |
| -------- | -------------------- | ------ | ------------------------ | --------------------- |
| Cuming   | Suroeste de Bancroft | 0.00   | NE 51                    | Terminal sur          |
| Cuming   | Sur de Pender        | 10.29  | NE 9 Sur                 | Extremo sur de NE 9   |
| Thurston | Pender               | 11.94  | NE 94 Este (Main Street) |                       |
| Thurston | Pender               | 12.36  | NE 9 Norte               | Extremo norte de NE 9 |
| Wayne    | Sur de Wakefield     | 28.15  | NE 35                    | Terminal norte        |